# Karl Wilhelm Brandt
Karl Wilhelm „Willy“ Brandt, später Wassili Georgijewitsch Brandt (* 1869 in Coburg, Herzogtum Sachsen-Coburg und Gotha; † 2. Februar 1923 in Saratow, UdSSR) war ein deutsch-russischer Trompeter, Musikpädagoge und Komponist. Er wird als Begründer der russischen Trompetenschule angesehen.

## Leben
Karl Wilhelm Brandt wurde in Coburg geboren und von Carl Zimmermann an der Coburger Musikschule ausgebildet. Zwischen 1887 und 1890 arbeitete er abwechselnd in den Sommermonaten im Kurorchester von Bad Oeynhausen, während er in den Winterspielzeiten in der Philharmonischen Gesellschaft Helsinki, dem heutigen Philharmonischen Orchester Helsinki, unter Robert Kajanus aktiv war. 1890 zog er nach Moskau und änderte seinen Namen in Wassili Georgijewitsch.
Wassili Brandt wurde 1890 Solotrompeter und 1903 Erster Kornettist des Bolschoi-Theaters. Er trat 1900 die Nachfolge von Theodor Richter (1826–1901) als zweiter Professor für Trompete überhaupt am Moskauer Konservatorium an und unterrichtete dort auch Instrumentation. In Moskau war er Mitglied der Russischen Musikgesellschaft und tourte als Teil eines Blechbläserquartetts mit Mitgliedern des Bolschoi-Theaters. Er dirigierte die Militärkapelle der Alexandrowski-Militärakademie.
Die Eröffnung des Konservatoriums von Saratow im September 1912 zog Wassili Brandt für den Rest seines Lebens nach Saratow. Er sprach ziemlich schlecht Russisch und verließ sich in seinem Musikunterricht oft auf praktische Demonstrationen.
Brandt trat 1912 als erster Professor für Trompete in die Fakultät des neu gegründeten Konservatoriums von Saratow ein. Sein Kollege im Blechbläserquartett, Iwan Lipajew, machte einen ähnlichen Schritt. Dort leitete und dirigierte er das Konservatoriumsorchester und spielte zusätzlich als Solotrompeter. Er unterrichtete nach der Arban-Methode und eigenen Kompositionen.
Brandts 34 Orchesteretüden (34 Etüden für Trompete) sind ein wichtiges Unterrichtsmaterial für moderne Trompeter. Seine letzten Etüden (Die letzten Studien) dienen einem ähnlichen Zweck. Auch seine beiden Konzertstücke (Konzertstücke op. 11–12) für Trompete und Klavier werden heute vielfach aufgeführt. Ländliche Bilder ist ein bemerkenswertes Quartett für Trompeten oder Hörner von ihm. Mehrere seiner Kompositionen und Etüdenbücher werden von der International Music Company veröffentlicht.

## Einflüsse
Nach Brandts Tod komponierte Konstantin Listow eine Begräbnisfanfare für seinen verstorbenen Lehrer.
Zu seinen Schülern gehören Pyotr Lyamin (1884–1968), der Brandt als Professor am Konservatorium von Saratow nachfolgte; Pawel Klotschkow (1884–1966), ein früher russischer Aufnahmekünstler, Vladimir Drucker (1898–1974), Solotrompeter beim Los Angeles Philharmonic, und Michail Tabakow (1877–1956), der Professor am Moskauer Konservatorium wurde.

## Hörproben
- Vassily Brandt : Concertpiece n. 1 op. 11 in F minor (1910). | Jeroen Berwaerts, trumpet, Maria Ollikainen, piano auf YouTube
- Vassily Brandt: Concertpiece n.2 op.12 in Eb major, for Bb cornet or Bb trumpet and piano (1910). | David Guerrier, cornet, Olivier Moulin, piano auf YouTube
- Brandt: 34 Studies for Trumpet (On Orchestral Motives) - Number 01 auf YouTube
- Etude No. 2 from Etudes for Trumpet by Vassily Brandt | The United States Army Field Band auf YouTube